# سد ویدرارو
سد ویدرارو (به لاتین: Vidraru Dam) یک سد قوسی و سد در رومانی است که در شهرستان ارجش واقع شده‌است.